# Mongrassano
Mongrassano (Mungrasana in arbëreshe) è un comune italiano di 1 447 abitanti della provincia di Cosenza in Calabria.
Il paese è situato a 540 m s.l.m. e si estende su un'area di 34,68 km² ricompresa all'interno della Comunità Montana "Unione delle Valli". Confina con i Comuni di Bisignano, Cerzeto, Fuscaldo, Guardia Piemontese, Acquappesa, Fagnano Castello, Cervicati e San Marco Argentano.
Il territorio di Mongrassano è diviso in varie zone: ciascuna di queste rappresenta un nucleo urbano aggiunto agli altri col crescere del paese. Alcune di queste sono nate con l’insediamento di italiani, mentre altre si sono aggiunte con l'arrivo degli albanesi.
Oggi il centro abitato di Mongrassano si considera diviso in cinque zone denominate "Li Romani", "La Costa", "Lo Piano", "La Sciuria" (in lingua arbëreshe: Shurja) e "Serra di Leo" (in lingua arbëreshe: Sardalia). "Li Romani" è l'insediamento più antico e prende il nome dalla presenza di italiani, come italiane erano le zone "La Costa" e "Lo Piano"; mentre "La Sciuria" e "Serra di Leo", erano le zone dove si insediarono gli albanesi.
Anticamente il casale di Serra di Leo era separato dalle altre zone, e solo all'inizio dell'800 si è unita a loro a formare un unico comune.

## Storia
Mongrassano esisteva già nel XII secolo con varie denominazioni "monscrasanus", "Mons Crasanus", "Mocrasani", "Mocrassano", "Moncressano".  Nel territorio, intorno alla prima metà del XII secolo, era stato edificato un monastero intitolato a Santa Maria, che, come tutti gli altri monasteri dislocati nelle zone vicine, assolveva la funzione non solo di carattere religioso, ma anche economico e sociale. Oggi, di questo monastero non c’è traccia.
Il monastero di Santa Maria faceva parte della castellanìa di San Marco, quando questa, nel 1214, divenne Contea di Rinaldo del Guasto e nel 1283 di Restaino de Agot. Nel 1334 vi figurano i Sangineto e nel 1421 venne concessa alla famiglia emergente dei Sanseverino con il titolo di barone.
Il 20 luglio del 1459 Luca Sanseverino cedette la giurisdizione civile di Mongrassano a Quintilio de Zenone, Vescovo di San Marco.
Dopo la morte di Luca Sanseverino, avvenuta nel 1469 o nel 1470, il ducato di San Marco passò a suo figlio Girolamo. Sappiamo che questi favorì lo stanziamento degli Albanesi nelle sue terre, ma non ci sono elementi utili che ci permettono di affermare che la venuta degli albanesi a Mongrassano avvenne in quei anni.
Nel 1485, Girolamo Sanseverino aderì ad una congiura contro Ferdinando I d’Aragona, Re di Napoli, in favore dei francesi. La congiura si concluse in modo fallimentare nel 1487, così che Girolamo Sanseverino venne arrestato il 13 agosto del 1486 e incarcerato a Castelnuovo, dove morì dopo il 1488. I suoi beni, compreso il territorio di Mongrassano, vennero confiscati e incamerati nei possedimenti del Regno di Napoli.
Non conosciamo la data esatta dell’arrivo degli albanesi, sappiamo però che, secondo un libro contabile, erano già presenti nel 1488 ed avevano fondato il quartiere denominato de "La Sciuria" per il quale erano stati tassati per 20 ducati. Ma, già quattro anni dopo, gli albanesi non furono più contati. Per avere notizia della popolazione albanese del casale di Mongrassano, bisogna arrivare al 1521 quando nel casale furono contati 14 fuochi tra "schiavoni, greci e albanesi".
Nel 1543 gli abitanti furono oggetto, come negli altri 44 casali albanesi esistenti in Calabria Citeriore, di uno specifico censimento fiscale che diede questi risultati: 63 "fuochi", ossia nuclei familiari, per un totale di 194 abitanti. I cognomi registrati dai numeratori regi furono: Arrigoni, Capparello, Cingaro, Drames, Lo Russo, Migliano, Mosciara, Petta, Rotundo, Smilara, Tabularo (Tavolaro/Tavolari), Yerbes (o Ayerbes). Dei successivi censimenti si conoscono solo i totali: 62 fuochi nel 1561; 55 fuochi nel 1595; 70 fuochi nel 1648; 43 fuochi nel 1669 (periodo difficile, quest'ultimo, in cui era ricomparsa la peste).

### Serra di Leo
Il confinante "casale" di "Serradileo", oggi rione del comune di Mongrassano, ebbe una storia diversa. Popolato agli inizi del Cinquecento, nella seconda metà di quel secolo appartenne in feudo prima ai Cavalcanti, e quindi, dalla fine del Cinquecento alla fine del Seicento, ai Sersale di Cosenza.
Nel gennaio 1750 Serradileo venne infeudato a Tommaso Miceli, che aveva acquistato il territorio dai Catalano Gonzaga duchi di Majerà, e che ne divenne Barone. I baroni Miceli, suoi discendenti, esercitarono i diritti feudali e la giurisdizione su Serradileo fino al 1806.
La lingua arbëreshe è col tempo quasi totalmente scomparsa.

### Simboli
Lo stemma e il gonfalone del Comune sono stati concessi con decreto del presidente della Repubblica del 11 luglio 2006.
(D.P.R. 11 luglio 2006)
Il gonfalone è un drappo di bianco con la bordatura di rosso.

## Monumenti e luoghi d'interesse

### Architetture religiose

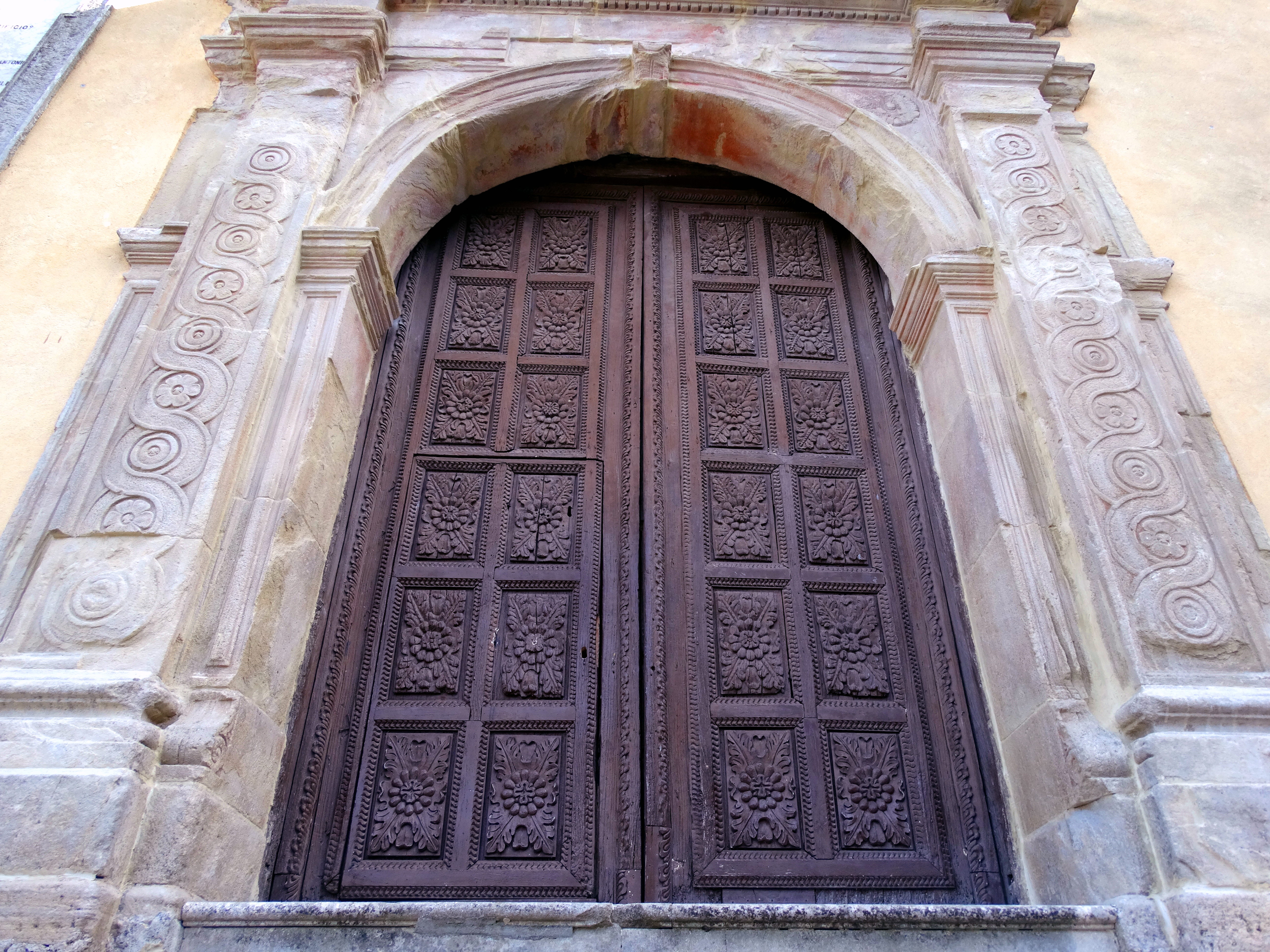
Portone della chiesa dei Carmelitani

### Architetture civili

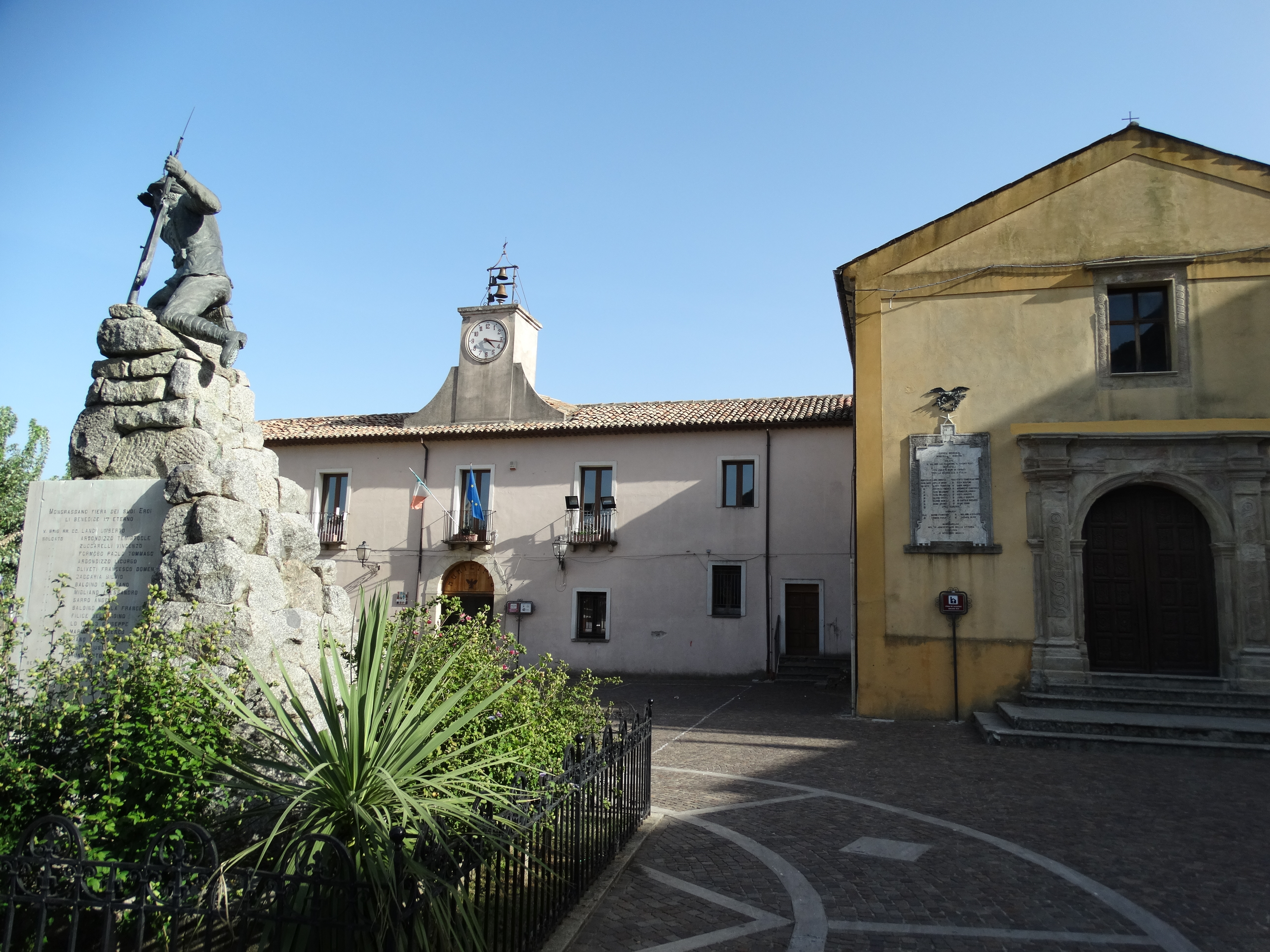
Il monumento ai caduti (in primo piano) e il palazzo del municipio (alle spalle)
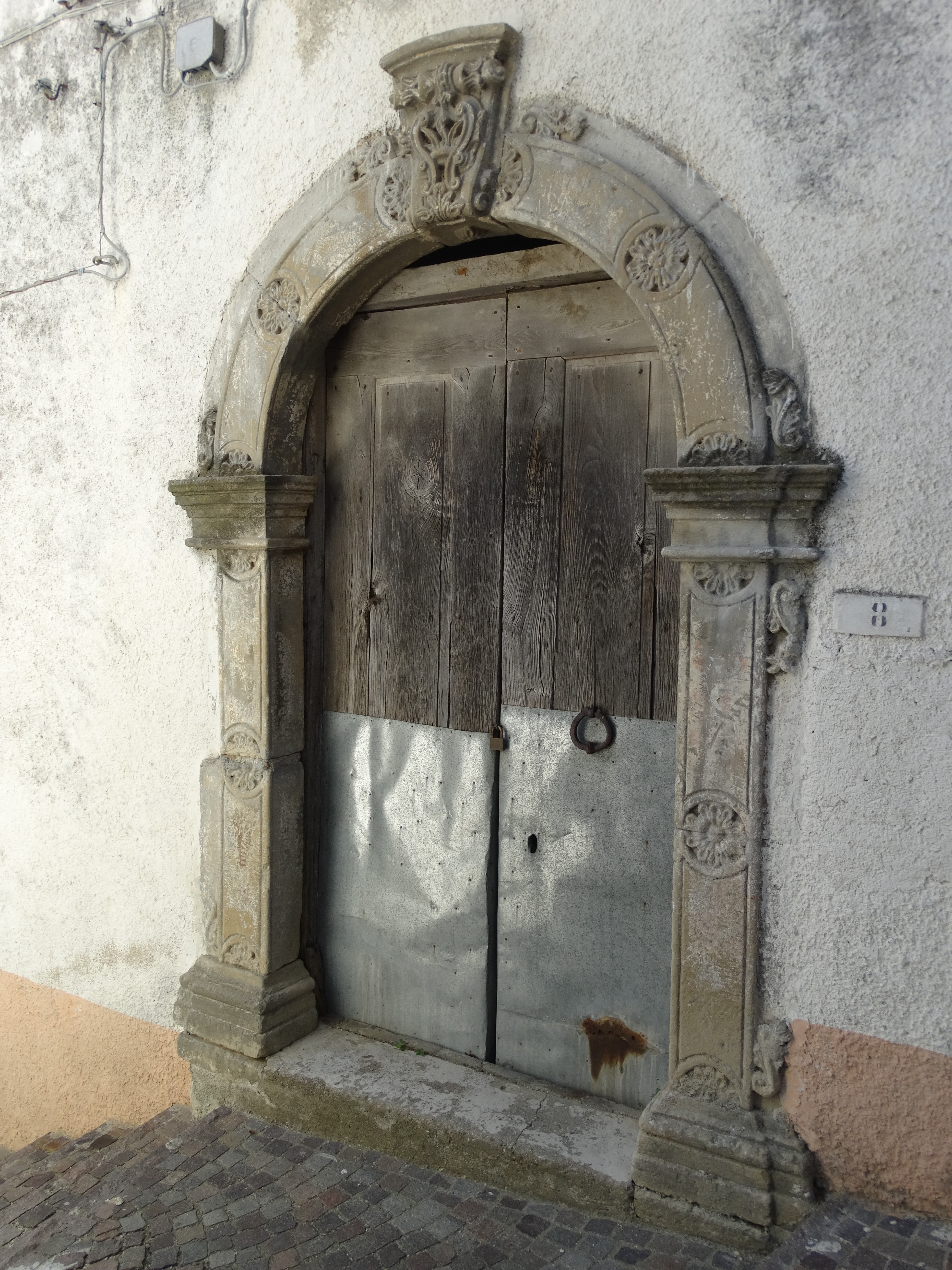
Portale di palazzo Nudo
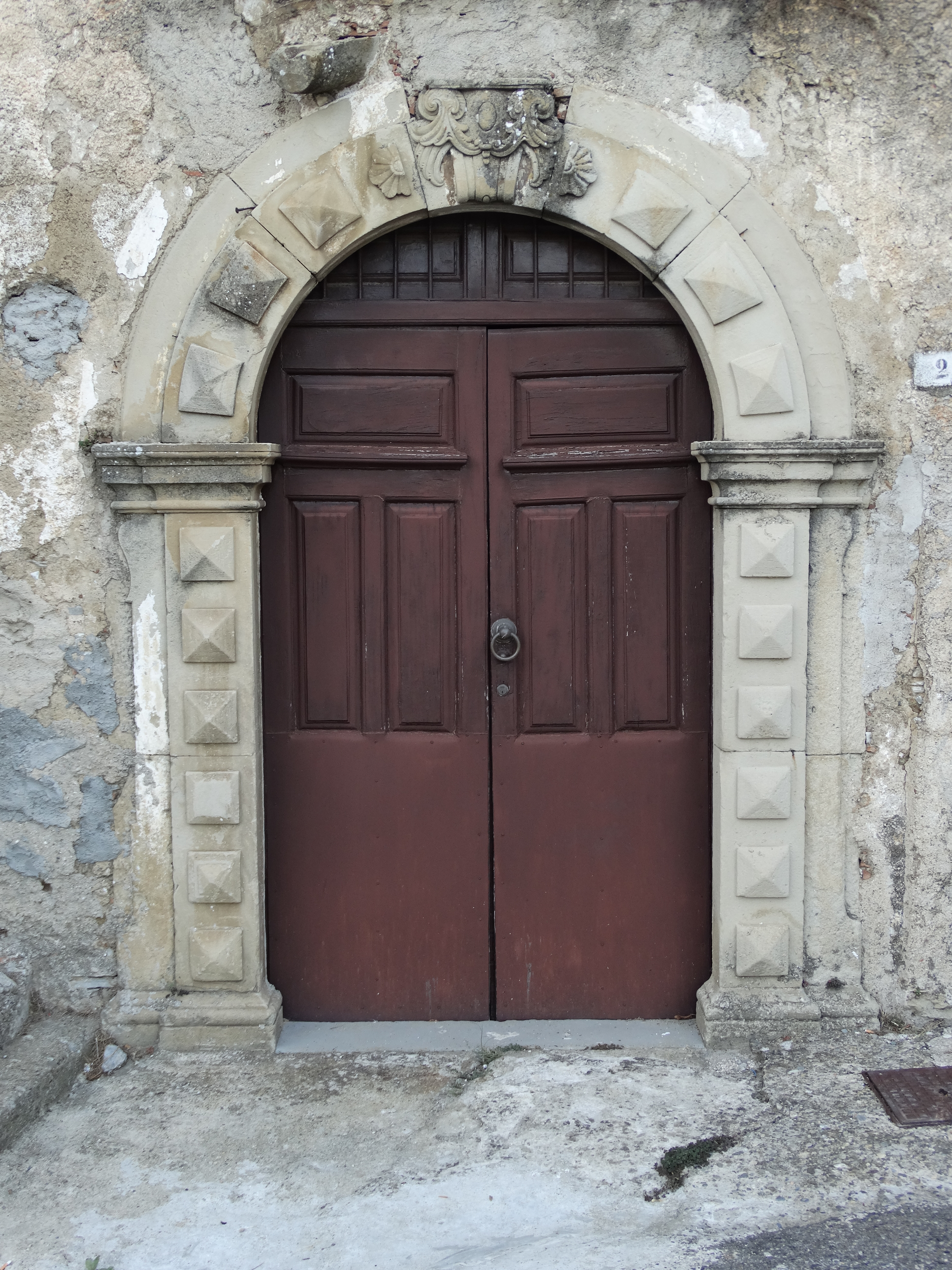
Portale di palazzo Sarri

### Altro

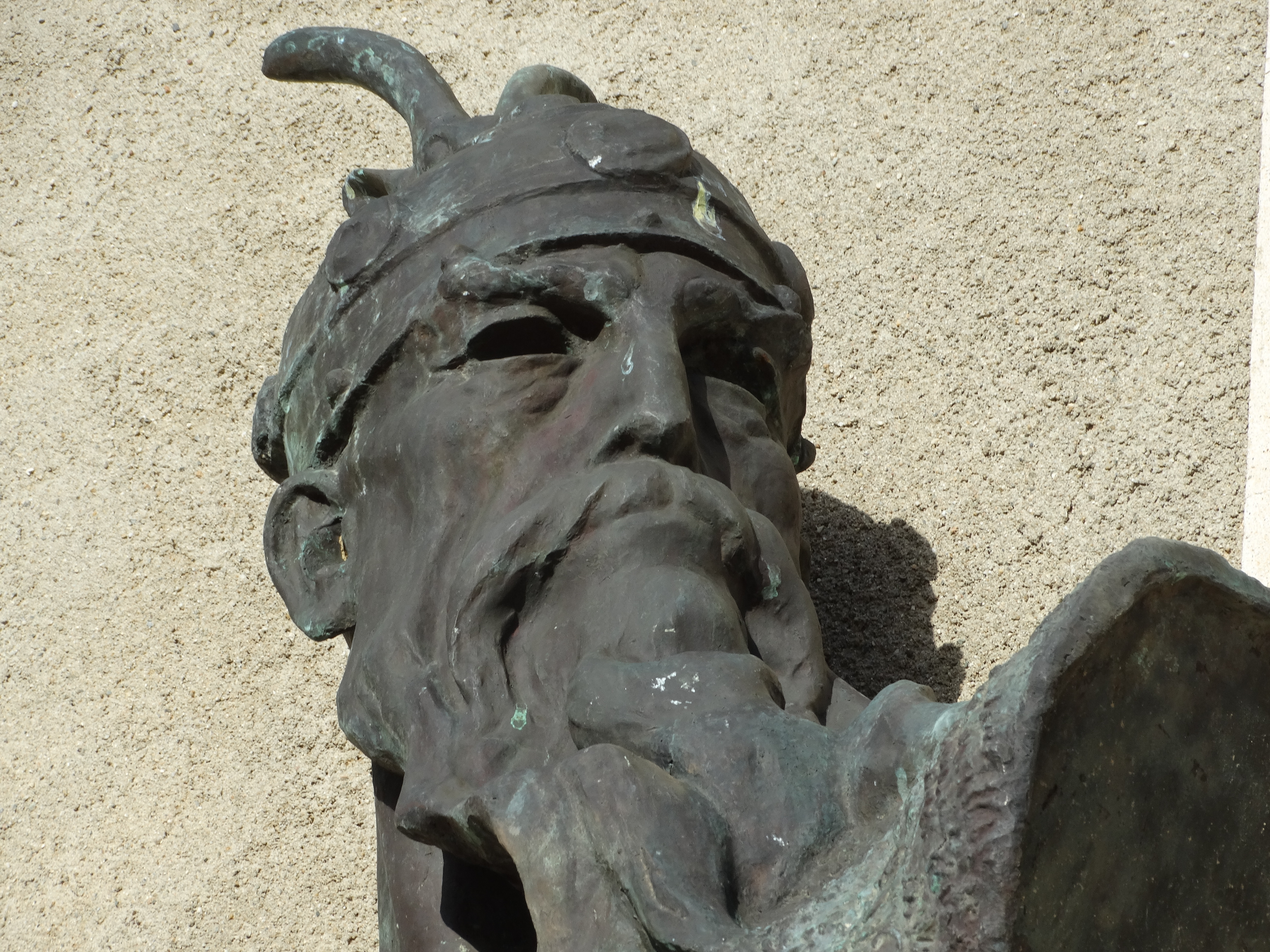
Busto Skanderbeg

## Società

### Evoluzione demografica
Abitanti censiti

## Amministrazione

### Sindaci di Mongrassano
| Periodo | Periodo   | Primo cittadino       | Partito                                     | Carica  | Note |
| ------- | --------- | --------------------- | ------------------------------------------- | ------- | --- |
| 1995    | 1997      | Vito Argondizzo       | Partito Democratico della Sinistra          | Sindaco | |
| 1997    | 2001      | Antonietta Formoso    | Coalizione di Centrosinistra (Lista civica) | Sindaco | |
| 2001    | 2006      | Antonietta Formoso    | Coalizione di Centro (Lista civica)         | Sindaco | Il suo mandato si è concluso il 21 febbraio 2006 a seguito delle dimissioni rassegnate dalla maggioranza dei consiglieri.  |
| 2006    | 2009      | Vito Frank Barbagallo | Lista civica "Rinnovamento"                 | Sindaco | Il suo mandato si è interrotto il 27 gennaio 2009 a seguito delle dimissioni rassegnate dalla maggioranza dei consiglieri. |
| 2009    | 2024      | Ferruccio Mariani     | Lista civica "Progetto Mongrassano"         | Sindaco | |
| 2024    | in carica | Luisa Marino          | Lista civica "Mongrassano Nel Cuore"        | Sindaco | |